# تپه منتظری ۱
تپه منتظری ۱ مربوط به عصر آهن تا دوران‌های تاریخی پس از اسلام است و در شهرستان رامیان، بخش فندرسک، روستای میان کاله واقع شده و این اثر در تاریخ ۳۰ تیر ۱۳۸۴ با شمارهٔ ثبت ۱۲۲۶۱ به‌عنوان یکی از آثار ملی ایران به ثبت رسیده است.